# Martin Buber
Martin Buber (født 8. februar 1878, død 13. juni 1965) var en østrigskfødt mystiker og jødisk filosof og teolog.
Buber blev født ind i en ortodoks jødisk familie og blev tidligt optaget af jødedom og mysticisme, og han blev en del af zionistbevægelsen. Senere forlod han Østrig og emigrerede til Israel, hvor han levede til sin død. Buber oversatte blandt andet den hebræiske bibel til tysk og var kendt som en stor fortaler for hebræisk humanisme.

## Teologi
Buber var efter eget udsagn ikke interesseret i ideer, men i menneskets mulighed for at indgå i et forhold til gud og få en direkte oplevelse af gud. Bubers senere teologi er især kendt for den såkaldte "dialogteori", som i sidste ende handler om at opnå en sådan kontakt til Gud. Ifølge denne teori er der to grundord i verden: "Jeg-du" og "Jeg-det", hvor Jeg-Du’et indebærer et forhold til Gud.

### Jeg-det
I enhver sætning, hvor den, der udtaler sætningen, beskriver noget (fx: Han er en høj mand), har vi at gøre med "Jeg-det". Det er et subjekt, der betragter et objekt. Der er en "jeg-det"-relation mellem mennesker og alle andre genstande i verden. Når en læge snakker med en patient, må lægen fx bruge sin faglige, medicinske ekspertise. Han/hun måler måske blodtrykket på patienten, tager vedkommendes temperatur eller noget helt tredje.

### Jeg-du
Når to mennesker snakker med hinanden, er det ikke en relation, men et forhold, der opstår, og der skabes et såkaldt intersubjektivt rum. Som når lægen taler med patienten som et andet menneske og ikke blot som en ting. Det er ikke længere et subjekt, der betragter et objekt, men der er to subjekter, der fører en fælles samtale. De åbner for sig selv, og lader den anden komme ind i deres subjektive rum, dvs. der skabes et intersubjektivt rum (mellem de to personer). I dette forhold åbner menneskene sig samtidig for en kontakt med Gud og bliver dus med det guddommelige.

### Oversat til dansk
Martin Buber: Jeg og Du. Forord Henning Eichberg. København: Reitzel. ISBN 9788741228198

### Værker
- Martin Buber Werkausgabe (MBW). Forvaltet af Berlin-Brandenburgischen Akademie der Wissenschaften (til 2009), Israel Academy of Sciences and Humanities og Heinrich-Heine-Universität Düsseldorf (siden 2010) udg. af Paul Mendes-Flohr, Peter Schäfer og Bernd Witte (siden 2010). 21 Bind., Gütersloh: Gütersloher Verlagshaus 2001ff. (Ind til videre udkommet: Bd. 1, 2001; Bd. 6, 2003; Bd. 8, 2005; Bd. 3, 2007; Bd. 10, 2008; Bd. 19, 2009; Bd. 9, 2011; Bd. 14, 2012; Bd. 2.2, 2012)
- Die Geschichten des Rabbi Nachman. 1906 Digitalisat
- Hrsg. der Buchreihe Die Gesellschaft. 1906–1912, 40 Bde.
- Die fünfzigste Pforte, 1907
- Die Legende des Baalschem. 1908 Digitalisat
- Ekstatische Konfessionen. 1909
- Reden und Gleichnisse des Tschuang Tse. 1910 (Erste deutsche Ausgabe, wichtiges Nachwort)
- Drei Reden über das Judentum. 1911 Digitalisat
- Daniel. Gespräche von der Verwirklichung. 1913
- Vom Geist des Judentums. Reden und Geleitworte. 1916 Digitalisat
- Die jüdische Bewegung. Gesammelte Aufsätze und Ansprachen 1900–1915. 1916 Digitalisat
- Ereignisse und Begegnungen. 1920
- Ich und Du. 1923 (Reclam 1995 (Nr. 9342))
- Die Schrift. (verdeutscht von Martin Buber gemeinsam mit Franz Rosenzweig), 1926–1938
- Die chassidischen Bücher. 1928
- Zwiesprache. (Erstdruck 1929, Buchausgabe 1932), i: Das dialogische Prinzip.
- Königtum Gottes. 1932
- Kampf um Israel. Reden und Schriften 1921–1932. 1933
- Die Frage an den Einzelnen. 1936, i: Das dialogische Prinzip.
- M.B., Judah L. Magnes und Ernst Simon (Hrsg.): Towards Union in Palestine. Essays on Zionism and Jewish-Arab cooperation. IHUD (Union) Association, Jerusalem 1947
- Das Problem des Menschen. 1948
- Gog und Magog. 1949. Hebræisk version 1943. Engelsk titel: In the name of heaven, eller Gog and Magog.
- Die Erzählungen der Chassidim. 1949
- Zwei Glaubensweisen. 1950
- Pfade in Utopia. Über Gemeinschaft und deren Verwirklichung, 1950 (diskussion afGustav Landauers ideer)
- Der utopische Sozialismus, 1952 und 1967. [TIlføjelse til bindet Pfade in Utopia].
- Gottesfinsternis. Betrachtungen zur Beziehung zwischen Religion und Philosophie, 1953
- Elemente des Zwischenmenschlichen, 1953, in: Das dialogische Prinzip
- Reden über Erziehung, 1953, Heidelberg: L. Schneider, nu:Gütersloher Verlagshaus; 10. Udg. (August 2005), ISBN 3-579-02581-3
- Begegnung. Autobiographische Fragmente, 1961
- Juden, Palästina und Araber, 1961, Ner-Tamid-Verlag, ASIN: B0000BICCG
- Werkausgabe in 3 Bänden bei Lambert Schneider / Heidelberg und Kösel / München: ›Schriften zur Philosophie‹ (Bd. 1, 1962), ›Schriften zur Bibel‹ (Bd. 2, 1964), ›Schriften zum Chassidismus‹ (Bd. 3, 1963).
- Der Jude und sein Judentum. Ergänzungsband zur dreibändigen Werkausgabe, Köln, Melzer 1963
- Nachlese. 2. Ergänzungsband zur Werkausgabe, Heidelberg 1965
- Das dialogische Prinzip, Heidelberg 1973
- Ein Land und zwei Völker, Zur jüdisch-arabischen Frage., Jüdischer Vlg., Ffm., Erscheinungsdatum: 1993, ISBN 3-633-54085-7
- Nachlese, 1965, Heidelberg: L. Schneider, aktuell Gütersloher Verlagshaus; 3. Aufl. (Juli 2002), ISBN 3-579-02576-7
- Martin Buber: Briefwechsel aus sieben Jahrzehnten, 3 Bde., hrsg. und eingeleitet von Grete Schaeder, Heidelberg 1972–1975